# Fritz Czermak
Fritz Czermak (24 de março de 1894 – 9 de abril de 1966) foi um político alemão do Partido Democrático Liberal (FDP) e ex-membro do Bundestag alemão.

## Vida
Czermak foi membro do parlamento estadual em Hesse de 1950 a 1954 e foi o presidente do grupo parlamentar do GB/BHE lá até 7 de novembro de 1953. Ele foi membro do Bundestag alemão de 1953 a 1957.

## Literatura
Herbst, Ludolf; Jahn, Bruno (2002).  Vierhaus, ed. Biographisches Handbuch der Mitglieder des Deutschen Bundestages. 1949–2002 (em alemão). München: De Gruyter - De Gruyter Saur. 1715 páginas. ISBN 978-3-11-184511-1